# يرسينية مولارتية
يرسينية مولارتية (الاسم العلمي: Yersinia mollaretii) هي نوع من البكتيريا تتبع جنس اليرسينية من فصيلة الأمعائيات.